# Anthony Kelly (Materialwissenschaftler)

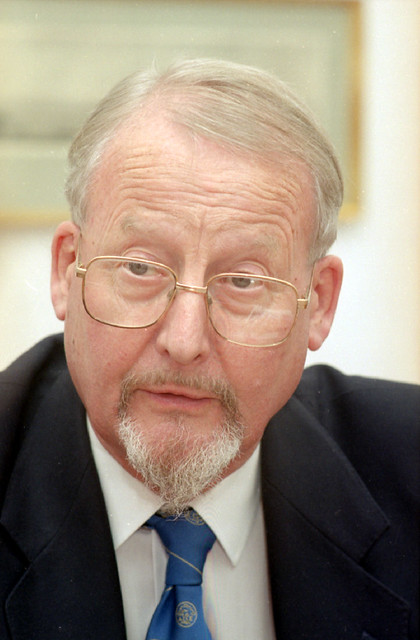
Anthony Kelly, 1997

Anthony Kelly (* 25. Januar 1929 in Hillingdon, West London; † 3. Juni 2014) war ein britischer Materialwissenschaftler.

## Biografie
Sein Vater war irischen Ursprungs und Group Captain und Mathematiklehrer bei der Royal Air Force. Kelly bildete sich hauptsächlich selbst in Naturwissenschaften fort und erhielt nach einer Prüfung ein Stipendium für ein Physik-Studium an der University of Reading mit dem Bachelor-Abschluss 1949 (in Physik 1950). Er promovierte bei W. H. Taylor an der Universität Cambridge (Trinity College), wo er seine Dissertation 1953 in der Kristallographie-Gruppe von Lawrence Bragg anfertigte. Ein weiterer Mentor war der Metallurge Peter B. Hirsch. Als Post-Doktorand war er an der University of Illinois und 1955 für ein Jahr bei Alan Cottrell an der Universität Birmingham. Danach war er Assistant und später Associate Professor in der neu gegründeten Abteilung Materialwissenschaft der Northwestern University (ein weiteres Gründungsmitglied der Abteilung war Morris Fine). Ab 1959 war er auf Einladung von Cottrell wieder in Cambridge als University Lecturer. Ab 1967 war er am National Physical Laboratory als Superintendant der Abteilung Materialwissenschaft und ab 1969 als stellvertretender Direktor. Dort konnte er auch engere Kontakte zur Industrie und militärischen Forschung knüpfen und befasste sich vor allem mit Verbundmaterialien wie faserverstärkten Keramiken und Beton. Zwei Jahre war er von 1973 bis 1975 auch in einem Austauschprogramm zwischen Industrie und akademischer Forschung bei Imperial Chemical Industries. Kelly war ab 1975 Vizekanzler (und effektiv Leiter) der University of Surrey, die er vom Polytechnikum (es entstand aus dem Battersea Polytechnic, das nach Guildford zog) zur Universität ausbaute. Außerdem gründete er 1979 den Surrey Research Park. Er ging 1995 an der Universität Surrey (an der er 1987 Professor wurde) in den Ruhestand und kehrte als Distinguished Research Fellow in der Abteilung Materialwissenschaft und Metallurgie nach Cambridge zurück. Dort war er seit 1960 Gründungs-Fellow des Churchill College.
1960 war er Gastwissenschaftler an der Universität Göttingen, 1967 Gastprofessor am Carnegie Institute of Technology und 1977 an der EPFL in Lausanne.
Kelly war leidenschaftlicher Segler.

## Werk
Kelly gilt als Pionier in der Erforschung von Verbundmaterialien. Anfangs befasste er sich mit der Röntgenbeugung und anderen Röntgenstrahlenuntersuchungen an Metallen und der Untersuchung von deren Deformation, dann auch mit elektronenmikroskopischen Methoden. Mit seinem Studenten W. R. Tyson untersuchte er die Bruchmechanismen von Kristallen, wobei sie außer den elastischen Eigenschaften auch die Oberflächenenergie berücksichtigten, und unternahm erste Untersuchungen über Komposita anhand von Wolframdrähten in einer Plastikmatrix (sie wiesen nach, dass mit einer genügenden Anzahl von Drähten die Festigkeit erhöht werden kann, und entdeckten den Prozess des fiber pullout failure). Mit seinem Studenten George Cooper und anderen entdeckte er auch weitere komplexere Versagensmechanismen (Multiple Fracture Mechanism) in Verbundmaterialien. Er veröffentlichte Bücher über die Festigkeit und die Bruchmechanismen von Kristallen. Mit Robin Nicholson publizierte er eine einflussreiche Übersicht über Dispersionshärtung von metallischen Legierungen, die ein Citation Classic im SCI wurde.
Zuletzt veröffentlichte er auch über globale Erwärmung und Klimawandel (er stand den publizierten Vorhersagen des consensus view in Bezug auf ihre Verlässlichkeit kritisch gegenüber) und deren Auswirkung auf Ärmere (die vorgeschlagenen Maßnahmen würden seiner Meinung nach deren Situation verschlechtern). 2010 organisierte er dazu einen Brief von 43 Fellows der Royal Society an die Royal Society (Mitunterzeichner war Michael Kelly). Er war auch Mitglied der wissenschaftlichen Beratergruppe der klimaskeptischen Global Warming Policy Foundation.

## Ehrungen und Mitgliedschaften
1967 erhielt er die Beilby Medal der Royal Institution of Chemistry, 1974 die A. A. Griffith Medal des Institute of Materials, 1991 die International Gold Medal der American Society for Materials, 1992 die Platinum Medal des Institute of Materials, 2000 die Acta Metallurgica Gold Medal und 2003 die Alfred Ewing Medal des Institute of Civil Engineers. 1995 hielt er die Bakerian Lecture und Humphry Davy Lecture der Royal Society. Er war Fellow der Royal Society (1973) und der Royal Academy of Engineering (1979), deren President's Medal er 2011 erhielt, und Mitglied der National Academy of Engineering (1986). 1990 wurde er Mitglied der Academia Europaea. 1988 wurde er CBE und 1992 Knight of St. Gregory. Er war 1996/97 Präsident des Institute of Materials, Mining and Metallurgy und Ehrendoktor der Universitäten von Surrey, Birmingham, Reading, Hanyang in Südkorea und Navarra in Spanien. 1968 erhielt er einen Sc.D. der Universität Cambridge. 1993 wurde er Deputy Lieutenant von Surrey. Er war Fellow des Institute of Physics und der Institution of Civil Engineers und Honorary Fellow des Institute of Linguistics. Von 1985 bis 1994 war er Vorsitzender von Surrey Satellite Technology.
Von 1988 bis 1997 war er Vorstand der ständigen Kommission für strukturelle Sicherheit (Structural Safety) der Institution of Civil Engineers und der Institution of Structural Engineers. 1998 wurde er Ehrenpräsident der European Society of Composite Materials, die er 1984 mit gründete. Von 1988 bis 1999 war er im Rolls Royce Advisory Board und er beriet auch andere Firmen (so war er 1981 bis 1996 Direktor bei der Johnson Wax Ltd. und 1984 bis 2000 von QUO-TEC).

## Schriften
- mit Robin Nicholson: Precipitation Hardening, Progress in Materials Science, Band 10,  Pergamon Press, 1963, S. 149–391
- mit G. J. Davies: Principles of the Fibre Reinforcement of Metals, Metallurgical Review, Band 10, 1965, S. 1–77
- mit G. C. Smith, P. J. E. Forsyth, A. J. Kennedy: Composite Materials, Lliffe Books, London, 1962
- Strong Solids, Clarendon Press, 1966, 1973 (3. Auflage mit N. H. Macmillan)
- Herausgeber mit R.Nicholson: Strengthening Mechanisms in Crystals, Elsevier 1971
- mit Geoffrey Groves: Crystallography and Crystal Defects, Longman (London), Addison-Wesley 1970, 2. Auflage mit Kevin Knowles, Wiley 2012
- Herausgeber mit S. T. Mileiko: Fabrication of Composites, North Holland 1983 (Handbook of Composites 4)
- als Herausgeber: Concise Encyclopedia of Composite Materials, Pergamon Press 1989, 2. Auflage 1994
- Herausgeber mit Carl Zweben: Comprehensive Composite Materials, 6 Bände, Elsevier, ab 2000